# Сермешел-Гаре
Сермешел-Гаре (рум. Sărmășel-Gară) — село у повіті Муреш в Румунії. Адміністративно підпорядковане місту Сермашу.
Село розташоване на відстані 299 км на північний захід від Бухареста, 38 км на північний захід від Тиргу-Муреша, 45 км на схід від Клуж-Напоки.

## Населення
За даними перепису населення 2002 року у селі проживали 763 особи.
Національний склад населення села:
| Національність | Кількість осіб | Відсоток |
| -------------- | -------------- | -------- |
| румуни         | 602            | 78,9%    |
| угорці         | 82             | 10,7%    |
| цигани         | 79             | 10,4%    |

Рідною мовою назвали:
| Мова      | Кількість осіб | Відсоток |
| --------- | -------------- | -------- |
| румунська | 656            | 86,0%    |
| угорська  | 81             | 10,6%    |
| циганська | 26             | 3,4%     |